# 33113 Julabeth
33113 Julabeth è un asteroide della fascia principale. Scoperto nel 1998, presenta un'orbita caratterizzata da un semiasse maggiore pari a 2,6015893 UA e da un'eccentricità di 0,1513614, inclinata di 3,43038° rispetto all'eclittica.